# Our Twenty For
«Our Twenty For»es el segundo sencillo álbum del grupo coreano, Winner. Es la continuación del primer sencillo álbum "Fate Number For" , en una serie de lanzamientos musicales relacionados con el número cuatro. El sencillo simboliza la juventud de Winner. su pasión y su especial amistad, también simboliza la edad promedio del grupo; 24.

## Antecedentes
El 14 de julio, YG Entertainment, confirmó que el grupo regresaría con música nueva, entre finales de julio o principios de agosto, con los videos musicales siendo grabados en Hawái, Estados Unidos. El 24 de julio la agencia confirma que el regreso de Winner será el 4 de agosto, y que el título del sencillo álbum es "Our Twenty For". En los días siguientes revelaron los nombres de los dos sencillos, "Love Me Love Me" y "Island", los cuales fueron escritos y producidos por los miembros del grupo con la ayuda de los productores de YG, Future Bounce y Bekuh BOOM.

## Composición
"Love Me Love Me" es una canción de disco con un gancho pegajoso, mientras "Island" es una canción tropical house, el cual habla sobre los románticos sentimientos a través del tema único de "isla" y letras interesantes.

## Lista de canciones
| Digital download |                   |                               |                                 |               |          |  |
| N.º              | Título            | Letras                        | Música                          | Arreglos      | Duración |  |
| 1.               | «Love Me Love Me» | Yoon, Mino, Hoony             | Yoon, Mino, Future Bounce       | Future Bounce | 3:37     |  |
| 2.               | «Island»          | Yoon, Mino, Hoony, Bekuh BOOM | Future Bounce, Bekuh BOOM, Yoon | Future Bounce | 3:27     |  |

| Our Twenty For – iTunes EP |                                  |        |                                 |               |          |  |
| N.º                        | Título                           | Letras | Música                          | Arrangement   | Duración |  |
| 3.                         | «Love Me Love Me» (Instrumental) |        | Yoon, Mino, Future Bounce       | Future Bounce | 3:37     |  |
| 4.                         | «Island» (Instrumental)          |        | Future Bounce, Bekuh BOOM, Yoon | Future Bounce | 3:27     |  |

## Posicionamiento
| Listas (2017)            | Posición |
| ------------------------ | -------- |
| Corea (Gaon Album Chart) | 3        |
| French Albums (SNEP)     | 46       |

## Lanzamiento
| Región        | Fecha               | Formato | Disquera                   | Ref    |
| ------------- | ------------------- | ------- | -------------------------- | ------ |
| Mundial       | 4 de agosto de 2017 | Digital | YG Entertainment           |        |
| Corea del Sur | 8 de agosto de 2017 | CD      | YG Entertainment, KT Music | [ 11 ] |